# 毛籽鱼黄草
毛籽鱼黄草（学名：Merremia sibirica var. trichosperma）为旋花科鱼黄草属北鱼黄草的变种。分布在中国大陆的云南、辽宁、四川、吉林、河北等地，生长于海拔635米至2,800米的地区，常生于林中及沟边杂木林内，目前尚未由人工引种栽培。